# Крісло-гойдалка

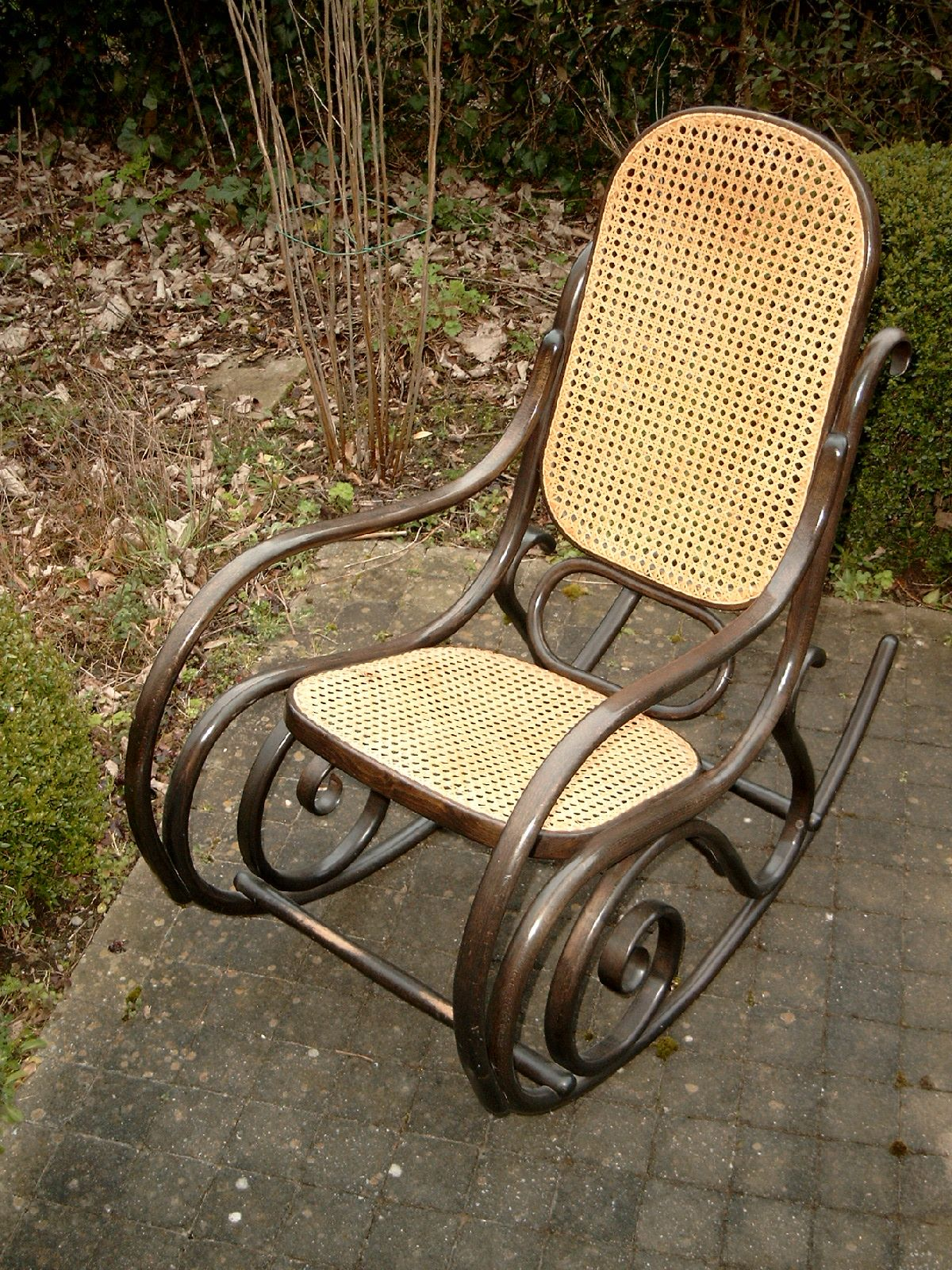
Зовнішній вигляд крісла-гойдалки

Крі́сло-го́йдалка — крісло на вигнутих полозках, на яких воно гойдається.

## Вплив на організм
Крім розслаблюючої дії на нервову систему, розгойдування підвищує здатність до концентрації і покращує пам'ять.
Крісло-гойдалка допомагає в лікуванні різних захворювань, таких як «коліт», «метеоризм» і «виразка шлунка». Фахівці пов'язують цей лікувальний вплив з активізацією роботи різних органів, стимуляція яких здійснюється м'якою «тряскою», що виникає при розгойдуванні.

## Механізм «крісло-гойдалка» в офісних меблях
Механізм «крісло-гойдалка» — похитування крісла з точно підібраним під вашу вагу коефіцієнтом пружності. Децентралізація гойдання: вісь гойдання в механізмі «крісло-гойдалка» має бути винесена вперед з-під центру крісла (чим далі — тим краще), тоді при похитуванні в кріслі ноги (коліна) не підніматимуться вгору, і процес гойдання виглядатиме гідно і солідно.